# Medaglia Benjamin Franklin
La Royal Society of Arts Benjamin Franklin Medal è stata istituita nel 1956 per commemorare il 250º anniversario della nascita di Benjamin Franklin e il 200º anniversario della sua appartenenza alla Royal Society of Arts.
La medaglia è conferita dalla RSA a individui, gruppi e organizzazioni che hanno compiuto profondi sforzi per promuovere la comprensione anglo-americana in aree strettamente legate al programma della RSA. Viene inoltre assegnata come riconoscimento a coloro che hanno dato un contributo significativo agli affari globali attraverso la cooperazione e la collaborazione tra gli Stati Uniti e il Regno Unito.
La medaglia viene assegnata annualmente, alternativamente a cittadini degli Stati Uniti e del Regno Unito.

## Vincitori della medaglia
- 1957 Professor Frederic Calland Williams OBE DSc MIEE FRS, professore di ingegneria elettrica presso l'Università di Manchester
- 1958 Peter Ustinov, attore, produttore, regista, drammaturgo
- 1959 George Horatio Nelson, I° Baron Nelson of Stafford MA MICE MIMechE MIEE, amministratore delegato di The English Electric Company Limited
- 1960 Robert Nicholson, designer esposizione e interni della FSIA
- 1961 Alick Dick, presidente e amministratore delegato di Standard-Triumph International Limited
- 1962 The Lord Rootes GBE, cofondatore del Rootes Group
- 1963 John Hay Whitney, Diplomatico ed editore americano
- 1964 Sir Evelyn Wrench KCMG, fondatore della English-Speaking Union e della Overseas League
- 1965 Paul Mellon, Dirigente americano di affari e fondazioni
- 1966 Sir Denis Brogan D-es Lettres LLD, scrittrice per gli affari degli Stati Uniti
- 1967 Dr. Detlev Bronk, presidente della Rockefeller University
- 1968 Peter Wilson, presidente di Sotheby's
- 1969 Dr. Louis Booker Wright PhD Dlitt LHD, direttore della Folger Shakespeare Library, Washington
- 1970 Sir Denning Pearson, amministratore delegato e presidente di Rolls-Royce Limited
- 1971 David K. E. Bruce, diplomatico
- 1972 Sir William Walton OM, compositore
- 1973 Alistair Cooke, scrittore e giornalista
- 1974 Dame Margot Fonteyn DBE, prima ballerina
- 1975 Wilmarth Sheldon Lewis, studioso inglese
- 1976 Rt Hon Harold Macmillan, statista ed editore
- 1977 J. William Fulbright, ex senatore degli Stati Uniti per l'Arkansas
- 1978 Dr. Ivor Armstrong Richards, professore emerito di Harvard University
- 1979 Professore Henry-Russell Hitchcock, scrittore e docente di storia dell'architettura
- 1980 Sir Bernard Lovell OBE FRS, professore di radioastronomia, Università di Manchester e poi direttore Jodrell Bank Observatory
- 1981 Lincoln Kirstein, regista, School of American Ballet, New York City Ballet
- 1982 The Lord Sherfield Diplomatico GCB GCMG
- 1983 Dr. Lewis Mumford, scrittore e insegnante di pianificazione urbana e nazionale
- 1984 The Lord Gordon Richardson di Duntisbourne, in pensione Governatore della Banca d'Inghilterra
- 1985 Harry L. Hansen, professore presso Harvard Graduate School of Business Administration
- 1986 Sir David Wills CBE TD DL, ex presidente della Ditchley Foundation
- 1987 Kingman Brewster, diplomatico
- 1988 Professore Esmond Wright, studioso inglese
- 1989 Sam Wanamaker, attore, regista e fondatore del Globe Theatre di Shakespeare
- 1990 Sir David Attenborough, naturalista e conduttore
- 1991 Edward Streator, diplomatico
- 1993 Robert Venturi e Denise Scott Brown, architetti
- 1994 Sir John Templeton, analista finanziario e filantropo
- 1995 The Honorable Raymond G. H. Seitz, diplomatico
- 1996 Sir David Puttnam, produttore cinematografico
- 1997 William R. Hewlett, cofondatore e direttore emerito di Hewlett-Packard Company
- 1998 Sir Alex Trotman, Presidente e Amministratore delegato di Ford Motor Company
- 1999 Senatore George J. Mitchell, consigliere speciale e presidente dei negoziati di pace in Irlanda del Nord
- 2000 Dame Judi Dench, attrice
- 2001 Ambasciatore Philip Lader, ex Ambasciatore degli Stati Uniti presso la Corte di St James
- 2002 Dame Marjorie Scardino, chief executive officer di Pearson PLC
- 2003 Generale Colin Powell, ex Segretario di Stato USA
- 2004 Jonathan Ive, vicepresidente design, Apple Computer
- 2005 Dr. Amory Lovins, amministratore delegato del Rocky Mountain Institute
- 2008 Sir Ken Robinson, autore, educatore
- 2009 Professor Elizabeth Gould, psicologa, UCLA
- 2010 Professor Jonathan Israel, Scuola di studi storici, Institute for Advanced Study, Princeton, New Jersey.
- 2011 Professor Lawrence W. Sherman, Institute of Criminology, Università di Cambridge.
- 2013 Walter Isaacson, leader e autore di pensieri, CEO di Aspen Institute
- 2015 Chris Anderson, imprenditore e curatore di TED
- 2016 Wendy Kopp, CEO e cofondatore di Teach For All